# عداد وميضي

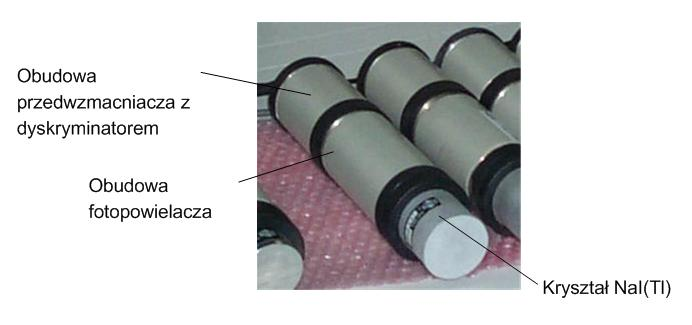
عداد شيرينكوف وتوجد في مقدمته بلورة من يوديد الصوديوم (شفافة) وتحتوي باقي الأسطوانة على صمام تضخيم الضوء.

العداد الوميضي  أو المكشاف الوميضي (scintillation counter) في الفيزياء، هو مكشاف يقيس الأشعة المؤينة. ويستخدم فيه رأس حساسة تسمى سينتيلاتور وهي تعني " مـُصدرة البرق"، وهي تصنع عادة من مادة شفافة كالبلاستيك المطعم بالأنثراسين أو بلورة من الفوسفور، كما تستخدم منه أنواع تعمل بسائل سينتلوري، وتصدر تلك الرؤوس الحساسة وميضا فلوريا عندما يصتدم بها شعاع مؤين.
ويتصل بالرأس الحساسة مباشرة صمام تضخيم ضوئي، ويقوم بقياس الضوء المنبعث في البلورة. ويتصل صمام لجسيمات المتضهيم الضوء بمضخم إلكتروني وعداد إلكتروني لعد الأشعة المؤينة، ولتعيين مطال كل نبضة جهدية صادرة من صمام تضخيم الضوء.

## تركيبه
توجد البلورة الحساس في رأس العداد في حافطة معدنية رقيقة تحميه من سقوط الضوء عليه ومن دخول الرطوبة التي قد تفسد البلورة المكونة من يوديد الصوديوم. يحدث الشعاع المؤين الساقط في البلورة برق ضوئي، ويسقط هذا البرق الضوئي الضعيف على المهبط الضوئي لصمام التضخيم الضوئي فيحرر بعض إلكتروناته بالتأثير الكهرضوئي.
تسقط الإلكترونات المتحررة من المهبط الضوئي على أقطاب صمام التضخيم الضوئي ويتضاعف من جراء ذلك عدد الإلكترونات زيادة عظيمة فتحدث على المصعد نبضة تيار كهربائي التي يمكن عدها في الجهاز الإلكتروني Analysator المتصل بالعداد الوميضي والذي يمده بالجهد الكهربائي.
وبحسب نوع البلورة الحساسة يمكن بواسطتها قياس أشعة ألفا أو أشعة بيتا أو أشعة غاما أو قياس النيوترونات.
ويكون اختيار مادة البلورة الحساسة من مادة شفافة مثل الأملاح غير العضوية أو من البلاستيك الخاص كما يمكن استخدام بعض السوائل. ومن مميزات المواد غير العضوية ارتفاع كثافتها مما بسهل قياس أشعة غاما حيث تكون عالية الامتصاص لأشعة غاما وبذلك تزيد حساسية العداد لقياسها.
من البلورات كثيرة الاستخدام بلورات يوديد الصوديوم المشوبة بالثاليوم (Tl نحو 0,1 %)
ومن الملاحط احتواء البلورة على عنصر اليود الذي يحتوي في ذراته عددا كبير من الإلكترونات التي لبلورة الحساسة تزيد من احتمال تفاعلها مع أشعة غاما الساقطة لقياسها. ومن المواد الأخرى المناسبة لصناعة البلورة الحساسة كلوريد اللانثانيوم (LaCl3) وكلوريد السيزيوم. (CsI)
- يبين الرسم الأحمر توزيع عدد الإلكترونات المتولدة N في صمام التضخيم الضوئي (المحور الرأسي) بالنسبة إلى طاقة الشعاع الساقط E على البلورة الحساسة. والجزء من هذا الطيف الذي يخصنا هي القمة التي تتخذ شكل الجرس ووضعها على المحور الأفقي، فهي تعطي مباشرة مقدار طاقة الشعاع الساقط. أما جزء المنحنى الأمامي فيعتبر شوشرة إلكترونية يمكن فصلها عن القياس.

## استخداماته
يمكن واسطة العداد الوميضي قياس أشعة بيتا التي هي إلكترونات وأشعة غاما وهذا لا يمكن التفريق بينهما عند قياسهما بواسطة عداد جايجر . فعداد جايجر يقيس الأشعة الساقطة ولكن لا يستطيع التفرقة بين أنواعها.
ويمكن قياس طاقة الأشعة وتوزيعها (طيفها) بواسطة العداد التناسبي أيضا. إلا أن تباين العداد التناسبي ضعيف في نطاق الطاقة المنخفضة للأشعة.
وقد تفوقت عدادت شبه الموصلات على العداد الوميضي من وجهة التباين في درجة تحليله لطاقة الأشعة الساقطة. ومن أمثلة العدادات الشبه موصلة عداد السيليكون لقياس الجسيمات الأولية أو عدادات الجرمانيوم المبردة لقياس وتحليل أشعة غاما.

## اقرأ أيضا
- عداد الوميض للسوائل
- تجربة مكعب الثلج
- غرفة سلكية
- غرفة سحابية
- غرفة فقاقيع
- عداد جايجر
- تجربة أطلس
- مكشاف مصادم فيرميلاب
- تجربة أليس
- لولب مركب للميون
- مصفوف عدادات الميون والنيوترينو بالقطب الجنوبي